# Uruguayische Fußballnationalmannschaft der Frauen
Die Fußballnationalmannschaft der Frauen von Uruguay repräsentiert Uruguay im internationalen Frauenfußball. Die Nationalmannschaft ist dem Fußballverband von Uruguay unterstellt. Die Auswahl nahm an sieben bisher ausgetragenen CONMEBOL Südamerikameisterschaften teil, wobei der dritte Platz 2006 der bisher größte Erfolg war. An einer Weltmeisterschaft bzw. an den Olympischen Spielen hat die Auswahl von Uruguay bisher noch nicht teilgenommen.  Am 24. Juli 2005 fand in Montevideo das erste Heimspiel statt, das gegen den Nachbarn Argentinien mit 0:5 verloren wurde. Zwischen dem 20. Juli 2007 (2:4 gegen Ecuador) und dem 7. November 2010 (0:4 gegen Brasilien) bestritt die Mannschaft keine Spiele. Bis 2010 spielte Uruguay außer gegen Jamaika und Kanada nur gegen südamerikanische Mannschaften. Am 16. November 2011 spielte die Mannschaft erstmals gegen eine europäische Mannschaft. Das Spiel gegen die Französinnen wurde mit 0:8 verloren. Im März 2013 trat die Mannschaft in zwei Heimspielen in Maldonado gegen Simbabwe an, die mit 3:3 und 1:2 endeten.

## Turnierbilanz

### Weltmeisterschaft
| - 1991: nicht teilgenommen (1. Spiel erst 1998) - 1995: nicht teilgenommen (1. Spiel erst 1998) - 1999: nicht qualifiziert - 2003: nicht qualifiziert - 2007: nicht qualifiziert | - 2011: nicht qualifiziert - 2015: nicht qualifiziert - 2019: nicht qualifiziert - 2023: nicht qualifiziert |

### Südamerikameisterschaft
| - 1991 – nicht teilgenommen (1. Spiel erst 1998) - 1995 – nicht teilgenommen (1. Spiel erst 1998) - 1998 – Vorrunde - 2003 – Vorrunde - 2006 – Dritter | - 2010 – Vorrunde - 2014 – Vorrunde - 2018 – Vorrunde - 2022 – Vorrunde - 2025 – Vierter |

### Olympische Spiele
| - 1996: nicht teilgenommen (1. Spiel erst 1998) - 2000: nicht qualifiziert - 2004: nicht qualifiziert - 2008: nicht qualifiziert - 2012: nicht qualifiziert | - 2016: nicht qualifiziert - 2020: nicht qualifiziert - 2024: nicht qualifiziert - 2028: nicht qualifiziert |

### Panamerikanische Spiele
Die uruguayische Mannschaft nahm erst einmal an dem seit 1999 ausgetragenen Frauen-Fußballturnier der Panamerikanischen Spiele teil.
| - 1999: nicht teilgenommen - 2003: nicht teilgenommen - 2007: Vorrunde - 2011: nicht qualifiziert | - 2015: nicht qualifiziert - 2019: nicht qualifiziert - 2023: nicht qualifiziert - 2027: qualifiziert |